# Design vestimentar

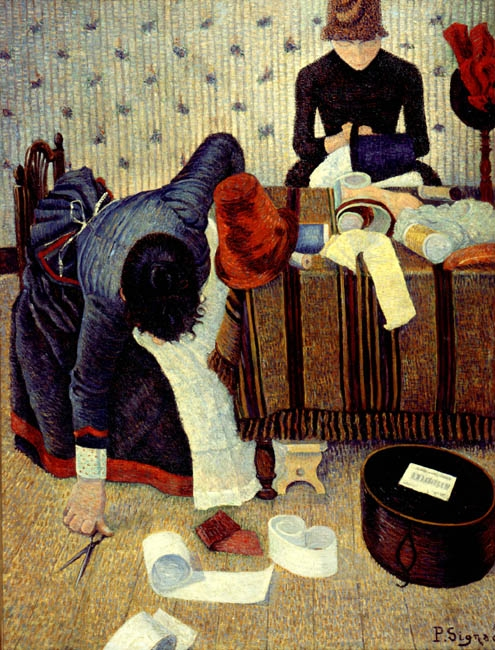
Paul Signac, 1885 - 1886
Deux stylistes, Rue du Caire

Designul vestimentar este una din artele aplicate special dedicate designului hainelor și accesorilor. 

## Istoric

### Charles Frederick Worth
Primul designer vestimentar, care nu a fost doar un simplu croitor de haine ci creatorul conceptului și al noțiunii de couturier a fost, fără îndoială, Charles F. Worth (1826 - 1895), un englez care a prosperat în Paris, fiind considerat Le Père (Parintele) de (al) Haute Couture. 
Înainte ca acest negustor de haine (în engleză, draper) să-și fi creat propria sa maison couture (casă de modă) în Paris, designul și realizarea concretă a îmbrăcămintei era creația unui număr mare de croitorese anonime, iar așa-zisa modă era copiată după hainele purtate la casele regale. 
Succesul incontestabil al lui Worth s-a bazat pe puterea de convingere a acestuia care știa să impună clienților săi ce să poarte, în loc de a asculta și executa ceea ce aceștia doreau sau ar fi dorit să poarte.  Datorită succesului său de neegalat până la idea sa revoluționară, clienții săi erau în situația nu numai de a purta haine deosebite de cele obișnuite, realizate la House of Worth, dar și de a fi mândri de a purta haine având o anume marcă specifică.  
De fapt, House of Worth a avut o existență incredibil de lungă în lumea din ce în ce mai aglomerată și mai competitivă a haute couture, existând mult după moartea fondatorului acesteia din 1895 și ieșind din arena designului vestimentar doar în 1952, când a fost închisă de stră-stră-nepotul lui Charles Frederick Worth.

### Paul Poiret

Creații de modă ale anului 1915 de Poiret și Lanvin din Le Bon Ton.

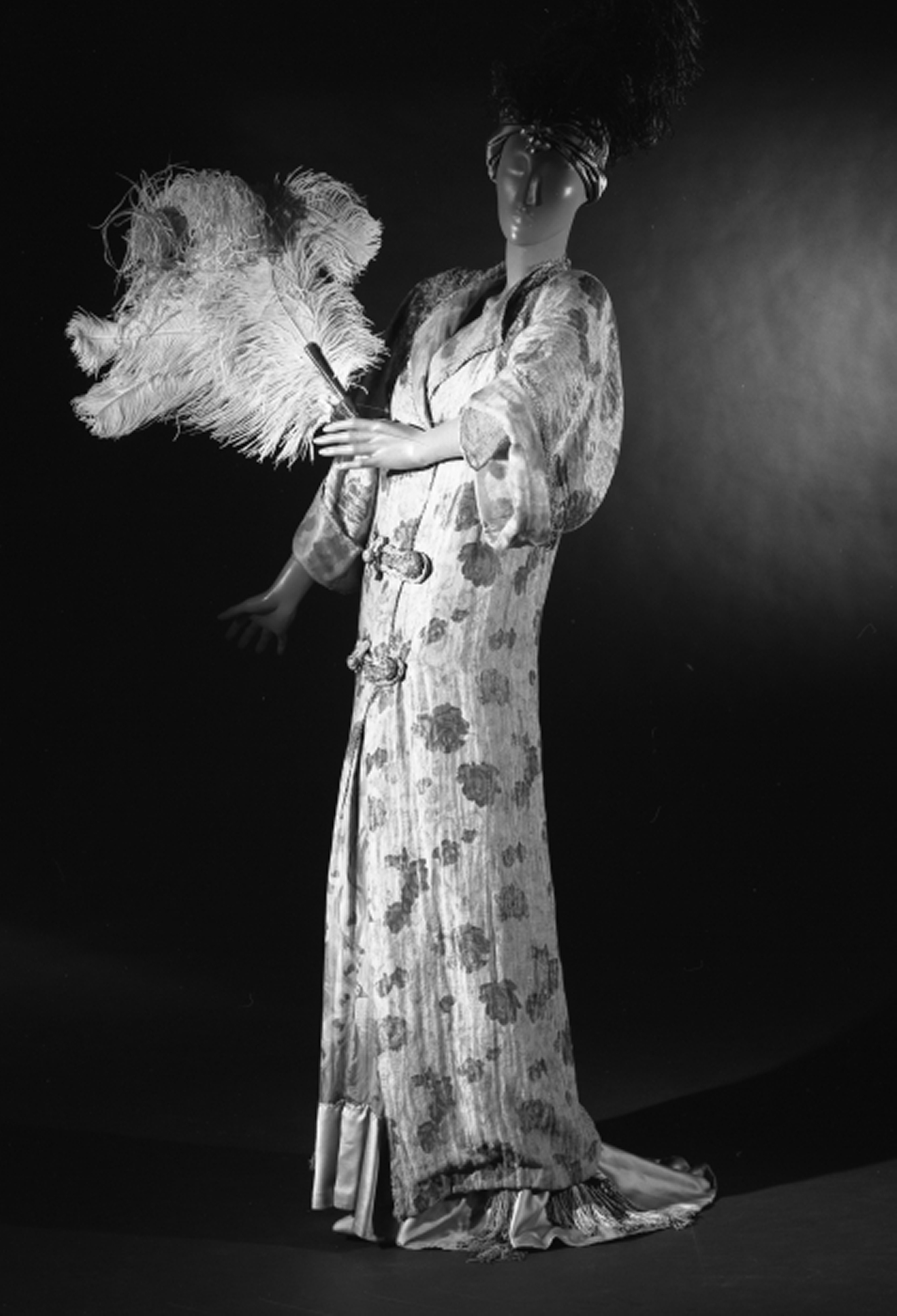
Haină de seară, Paul Poiret

Paul Poiret, fostul ucenic al lui Worth, pentru care a repurtat niște succese majore în moda timpului, și-a deschis propria sa casă de mode în 1904, fiind unul dintre acei remarcabili designeri vestimentari care a știut să armonizeze stilurile Art Nouveau și  Aestheic Dress cu moda Paris-ului și cu cerințele clienților săi.  Creațiile sale timpuri, realizate în maniera Art Deco, alături de invențiile sale în domeniul lingeriei feminine intime au fost puternic și rapid îmbrățișate de toate femeile, pentru că erau realizarea practică a ceea ce Poiret teoretizase, eliberarea trupului femeii de constrângeri. 
După deschizătorii de drumuri, Worth și Poiret, apariția unor couturieri ca Jean Patou, Madeleine Vionnet, Mariano Fortuny, Jeanne Lanvin, Coco Chanel, Main Rousseau Bocher, Elsa Schiaparelli, Cristóbal Balenciaga și Christian Dior a făcut parte din dezvoltarea normală a perioadei "clasice" a designului vestimentar.

## Creatori de modă și designeri vestimentari
- A Carlota Alfaro · Torsten Amft · Arkadius · Giorgio Armani · Marianne Alvoni
- B Cristóbal Balenciaga (1895 - 1972) · Pierre Balmain (1914 - 1982) · Rocco Barocco · Laura Biagiotti · Geoffrey Beene · Rose Bertin · Bill Blass (1922 - 2002) · Manolo Blahnik · Mariella Burani
- C Schwestern Callot · Pierre Cardin · Hattie Carnegie · Jean-Charles de Castelbajac · Roberto Cavalli · Nino Cerruti · Céline · Hussein Chalayan · Coco Chanel (1883 - 1971)  -- Chloé · Jimmy Choo · André Courrèges · Enrico Coveri
- D Oscar de la Renta · Christian Dior (1905 - 1957) · Jacques Doucet · Domenico Dolce · Darius Iova
- E Erté · Elie Saab
- F Fendi · Salvatore Ferragamo · Gianfranco Ferré · Alberta Ferretti · Tom Ford · Roy Halston Frowick (1930 - 1990)
- G  --- Stefano Gabbana · James Galanos · John Galliano · Comme Des Garçons · Jean-Paul Gaultier · Romeo Gigli · Givenchy · Anja Gockel
- H  --- Daniel Hechter · Carolina Herrera · Sighsten Herrgård (1943 - 1989) · Hermès · Tommy Hilfiger
- J  --- Marc Jacobs · Wolfgang Joop · Ioana Ciolacu
- K  --- Donna Karan · Kenzo · Otto Kern · Calvin Klein · Atil Kutoğlu
- L  --- Christian Lacroix · Karl Lagerfeld · Helmut Lang · Rena Lange · Jeanne Lanvin · Ralph Lauren · Margareta Ley (Escada) · Yves Saint Laurent
- M  --- Martin Margiela · Antonio Marras · Gai Mattiolo · Alexander McQueen · Elena Mirò · Mitsy · Octavio Missoni · Issey Miyake · Isaac Mizrahi · Anna Molinari · Edward Molyneux · Claude Montana · Rudolph Moshammer · Franco Moschino · Tierry Mugler
- N  --- Norman Norell ---
- P  --- Jeanne Paquin · Paul Poiret (1879 - 1944) · Miuccia Prada · Emilio Pucci · Lilly Pulitzer · Philipp Vladik Plein
- R  --- Paco Rabanne · Nina Ricci · John Richmond · Sonia Rykiel
- S  --- Jil Sander · Elsa Schiaparelli (1890 - 1973) · Chris Seydou (1949 - 1994) · Hedi Slimane (Dior) · Raff Simons · Gabriele Strehle (Strenesse)
- T  --- Pauline Trigere
- U  --- Umberto Ungaro
- V  --- Valentino · Donatella Versace · Gianni Versace (1946 - 1997) · Madeleine Vionnet (1876 - 1975)
- W  --- Vera Wang · Vivienne Westwood · Charles Frederick Worth (1826 - 1895)
- Y  --- Yohji Yamamoto · Valentin Yudashkin